# Die Rumplhanni (Roman)

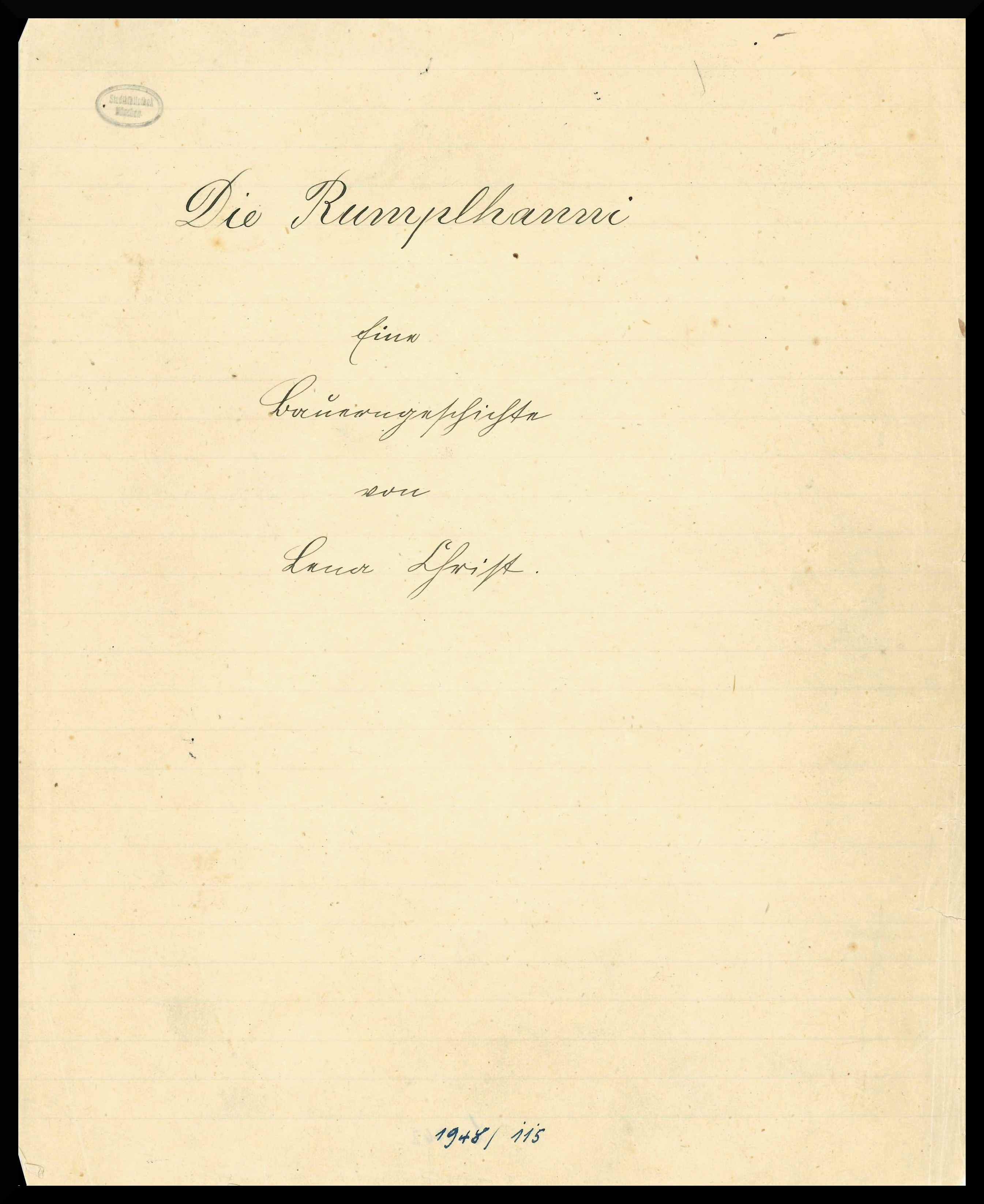
Titelseite des Manuskripts „Die Rumplhanni“

Die Rumplhanni ist ein Roman von Lena Christ, der 1916 in München verlegt wurde.

## Inhalt
Johanna Rumpl, genannt die „Rumplhanni“, verdient ihr Brot als Dirn (Magd) beim Hauserbauern zu Öd. Dort macht sie sich an dessen Sohn, Simmerl, heran, denn sie hat ein Ziel vor Augen: eines Tages Hauserbäuerin werden! Sie gaukelt ihm Liebe und eine Schwangerschaft vor und ringt ihm ein Heiratsversprechen ab, bevor er in den Krieg 1914 zieht.
Vom Ehrgeiz übermannt, versucht Hanni, den Hauserbauern, Vater von Simmerl, zu einem schriftlichen Manifest zu überrumpeln. Dieser erkennt in letzter Minute Hannis Absichten und wirft sie vom Hof. „I Rindviech“ – Hanni erkennt, wie dumm sie sich angestellt hat. Sie lässt ihr Hab und Gut vom Hof holen und versucht ihr Glück in der großen Stadt: München.
Nach einer kurzen Haftstrafe, 3 mal 24 Stunden, die sie wegen Widerstandes gegen die Staatsgewalt absitzen muss, tritt Hanni eine Stellung in der Gastwirtschaft „Martlbräu“ an und macht dem Wirtssohn Ferdl schöne Augen. Als sie diesen heimlich verfolgt, entdeckt sie, dass Ferdl in eine andere Dame verliebt ist. Jetzt erst gibt sie dem Metzgerssohn Hans, der sich im Martlbräu verdingt, eine Chance.
Nachdem Ferdl im Krieg gefallen ist, übergibt die Wirtin den Eheleuten Hanni und Hans das Martlbräu und Hanni ist am Ziel. Wirtin und „koa Deanstbot mehr“!

## Verfilmung
1981 verfilmte Rainer Wolffhardt die Erzählung im Auftrag des Bayerischen Rundfunks als Die Rumplhanni.

## Hörspiele
Das ARD-Hörspielarchiv verzeichnet zwei vom BR produzierte Hörspiele.
- 1952: Die Rumplhanni – Regie: Peter Glas – Sprecher: Hans-Reinhard Müller, Elfriede Blanken, Ingeborg Wutz, Käthe Merk, Ilse Fitz, Ida Schumacher, Elfie Pertramer, Hans Pössenbacher, Fritz Strassner, Wastl Witt u. v. a.

- 1981: Die Rumplhanni (Aus der Reihe: Bayerische Szene – Zum 100. Geburtstag von Lena Christ) – Autorin: Traudl Bogenhauser  Regie: Michael Peter – Sprecher: Lisa Fitz (Hanni), Annemarie Wendl (Rumplwabn), Richard Haller (Hauser), Enzi Fuchs (Hauserin), Michael Schreiner (Simmerl), Katharina Aigner (Liesei), Marianne Brandt (Kollerin), Egon Biscan (Ödenhuaber), Marianne Lindner (Ödenhuaberin), Peter Schmid-Pavloff (Jackl), Saskia Vester (Resl), Hans Stadtmüller (Schmied) u. a.

- 2014 erschien im LOhrBär-Verlag (Regensburg) eine 200-minütige Hörspielversion – Regie: Dieter Lohr – Sprecher: Eva Sixt (Hanni), Rüdiger Hacker (Erzähler), Gerd Burger (Hauser), Tanja Raith (Hauserin), Karin Thaller (Kollerin), Matthias Winter (Simmerl), Elfriede Gazis (Rumplwabn), Eginhard König (Schmied), Hans Schröck (Hans) u. a., ISBN 978-3-939529-13-2